# Bodor Imre
Bodor Imre, 1903-ig Braun (Budapest, 1882. február 20. – Budapest, Erzsébetváros, 1958. május 1.) magyar operaénekes (basszus), színművész.

## Élete
Braun Fülöp fűszerkereskedő és Schlesinger Sára fia. Énekelni Bellovics Imrénél tanult. Pályáját a budapesti Népoperában, az énekkarban kezdte, ahol szólamvezető-minőségben elismert munkásságot fejtett ki és mint epizodista is kitűnt. Az első világháborúban a Károly-csapatkereszttel és a Vöröskereszttel tüntették ki. Hangversenyénekesként számtalan koncertet adott a fővárosban és vidéken. A Színészújság állandó munkatársaként dolgozott. Gyakran szerepelt a Magyar Rádió műsoraiban. Húsz éven át a Városi Színházban működött. Választmányi tagja volt a Budapesti Színészek Szövetségének. 1939 és 1944 között a zsidótörvények miatt csak az OMIKE Művészakció keretében léphetett színpadra, s az ottani kórus tagja volt. Halálát tüdőgyulladás, érelmeszesedés okozta. Felesége Kellermann Teréz volt, akivel 1907-ben kötött házasságot Trencsénben.